# Rhodacanthis forfex
Il fringuello della koa becco a forbice (Rhodacanthis forfex James & Olson, 2005) è un uccello passeriforme estinto della famiglia Fringillidae.

## Etimologia
Il nome scientifico della specie, forfex, deriva dal latino e significa "forbici", in riferimento alla forma e l'utilizzo del becco.

## Descrizione
In base a quanto desumibile dai resti subfossili sinora rinvenuti (quasi tutti cranii), il fringuello della koa dal becco a forbice doveva avere dimensioni comparabili a quelle del fringuello della koa maggiore, rispetto al quale possedeva muscolatura masticatoria ancora più possente, paragonabile a quella dei frosoni. Molto verosimilmente, in baso a quanto osservabile nelle specie vissute fino a periodi più recenti, anche in questi uccelli era presente dimorfismo sessuale, con maschi dalla livrea colorata in maniera più vivace rispetto alle femmine.

## Biologia
I fringuelli della koa dal becco a forbice, come le loro controparti estintesi più di recente, erano molto verosimilmente uccelli fortemente legati alla presenza di leguminose arborescenti, come la koa, attorno alle quali gravitava la loro esistenza, nutrendosi delle loro infruttescenze a baccello, delle quali avevano facilmente ragione grazie al forte becco ed alla poderosa muscolatura ad esso associata.

## Distribuzione e habitat
I resti di questi uccelli sono stati ritrovati sulle isole di Maui e Kauai, dove si ritiene che questi uccelli abitassero le aree di foresta pluviale con diffusa presenza di Acacia koa e Acacia koaia, alle quali era legato il suo ciclo vitale.

## Estinzione
Questi uccelli erano già scomparsi da tempo all'arrivo dei primi europei alle Hawaii nel 1778: la loro scomparsa, molto verosimilmente, avvenne in seguito alla colonizzazione polinesiana dell'arcipelago, col suo seguito di distruzione dellhabitat per far posto a pascoli e coltivazioni e di specie introdotte, che alteravano l'ambiente vitale di questi uccelli, competendo con loro per il cibo, predandoli oppure portando malattie alle quali tutti i drepanidini si sono dimostrati particolarmente vulnerabili.